# Armenische Diaspora
Die armenische Diaspora wird von den Armeniern spyurk (spʰjurkʰ; սփիւռք, reformiert սփյուռք) genannt. In der Vergangenheit wurden die armenischen Gemeinden außerhalb des Armenischen Hochlandes als gaghut (գաղութ gɑˈʁutʰ) bezeichnet; es leitet sich von der aramäischen (klassisch-syrischen) Entsprechung des hebräischen galut (גלות) ab.
Über die unmittelbar an das armenische Siedlungsgebiet angrenzenden Gebiete hinaus wanderten Armenier schon im frühen Mittelalter in entferntere Gebiet nach Westkleinasien, Südosteuropa, Syrien, Ägypten und Persien. Im 16. Jahrhundert unterhielten armenische Kaufleute, auf die weit gestreuten Gemeinschaften ihrer Landsleute gestützt, ein Handelsnetz, das den gesamten eurasischen Raum von Westeuropa bis Ostasien umspannte. Die Verfolgungen und Massaker des 19. und der Völkermord des frühen 20. Jahrhunderts brachten Armenier auch nach Nord- und Südamerika sowie Australien. 

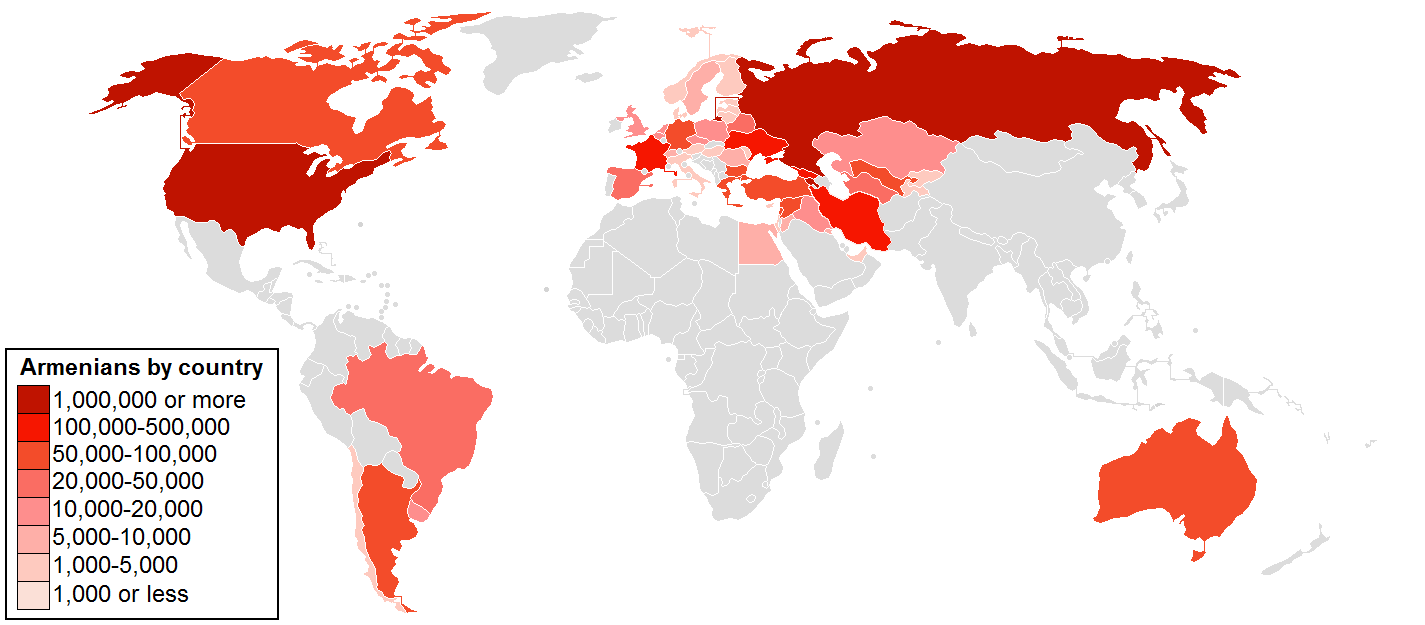
Anzahl der Armenier nach Land

## Armenier in Georgien mit Abchasien
Seit Ende des 19. Jahrhunderts gibt es in Abchasien eine bedeutende armenische Gemeinde. Eine dortige Volkszählung ergab 2011 die Zahl von fast 42.000 Armeniern, was einem Anteil von 17,3 % der Bevölkerung spricht. In einigen Gebieten stellen Armenier dort sogar die Mehrheit.